# Oleg Yefrémov
Oleg Nikoláievich Yefrémov (Ruso: Оле́г Никола́евич Ефре́мов, 1 de octubre de 1927 - 24 de mayo de 2000), fue un actor ruso y productor del Teatro de Arte de Moscú. Fue Artista del Pueblo de la URSS (1976) y Héroe del Trabajo Socialista (1987).

## Biografía
Oleg Nikolayevich Yefremov nació el 1 de octubre de 1927 en Moscú. Su padre era Nikolai Ivanovich Efremov, su madre Anna Dmitrievna Efremova. Creció en un amplio apartamento comunal en la calle Arbat. Su padre trabajaba como contable en el Gulag, y el futuro actor pasó parte de su adolescencia en los campos de concentración de Vorkutlag , donde conoció de cerca el mundo criminal. En su infancia, Yefremov asistió al club de teatro en la Casa de los Pioneros.
Estuvo casado con la actriz Lilia Tolmachova, pero la pareja se divorció en 1952.
Oleg se casó con la actriz rusa Alla Pokróvskaya, la pareja tuvo dos hijos el actor Mijaíl Yefrémov y Anastasiya Yefrémova.
Sus nietos son Nikita Yefrémov (actor), Nikolái Yefrémov (actor), Anna-Maria Efrémova, Vera Efrémova, Nadezhda Efrémova, Borís Efrémov y Olga Efrémova (actriz).
Yefremov falleció el 24 de mayo de 2000 en Moscú. Fue enterrado en el cementerio de Novodevichy.

## Trayectoria
Se graduó en la Escuela de Teatro de Arte de Moscú en 1949.
De 1949 a 1956, Yefremov trabajó en el Teatro Infantil Central, donde interpretó más de 20 papeles, entre ellos Iván ("Caballo Jorobado"), Coviel ("El Filisteo en la Nobleza"), Kostya Poletayev ("Páginas de la Vida") y Alexey ("¡En un buen momento!"). Allí también debutó como director en la producción de vodevil "Dimka el Invisible" (1955). En 1956, Oleg Yefremov organizó el "Estudio de Jóvenes Actores" (posteriormente, el Teatro Sovremennik de Moscú) y se convirtió en su director artístico. En el escenario de "Contemporáneo", actuó en las obras "Vivir para siempre" (Boris), "Destino" (Lyamin) y "Nadie" (Vincenzo De Pretore). Entre sus obras como director se encuentran "Cinco Noches" de Alexander Volodin, "Cyrano de Bergerac" de Eduard Rostan, la trilogía de los Decembristas de Leonid Zorin, "Narodovtsy" de Alexander Svobin, "Bolcheviques" de Mikhail Shatrov, la Colección Tradicional de Victor Rozov y "Chéjov". 
En 1970, Yefremov se convirtió en el director artístico del Teatro de Arte de Moscú. Tras la división de la compañía en 1987, fue el director principal de escena del Teatro de Arte de Moscú. Durante treinta años en el Teatro de Arte, ha presentado más de 40 funciones, de las cuales él mismo actuó en 14. Entre sus obras se encuentran "Dulcinea Tobosskaya" (el papel de Don Luis), "La abuela de cobre" (el papel de Pushkin), "La caza del pato" (el papel de Zilov), "Reunión del Comité del Partido" (el papel de Potapov) y "Boris Godunov" (el papel principal). Dirigió las obras de Antón Chéjov: "Ivanov" (1976), "La gaviota" (1980), "El tío Vania" (1985), "El jardín de los cerezos" (1989) y "Las tres hermanas" (1997). Su último trabajo como director, inacabado, fue "Cyrano de Bergerac".
En 1965, fue miembro fundador y director del teatro Sovreménnik de Moscú, junto a Galina Vólchek, Ígor Kvashá, Lilia Tolmachova, Evgueni Yevstignéiev y Oleg Tabakov.
En 1985, apareció en la miniserie Bataliony prósyat ognyá (Los batallones piden fuego) donde dio vida al coronel Vasili Guliáev.
Oleg Yefremov falleció el 24 de mayo de 2000 en Moscú. Fue enterrado en el cementerio de Novodevichy.

## Filmografía

### Películas

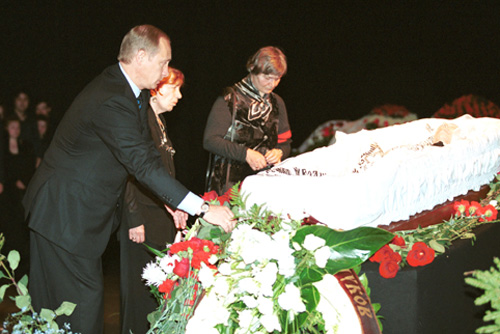
El presidente de Rusia Vladímir Putin asistiendo al funeral de Oleg Yefrémov en 2000.

| Año  | Título                    | Personaje | Notas |
| ---- | ------------------------- | --------- | --- |
| 1998 | Sochinenie ko Dnyú Pobedy | Kilovátov | junto a Viacheslav Tíjonov, Mijaíl Ulyánov, Zinaída Sharkó, Vladímir Kashpur, Vladímir Mashkov y Serguéi Makovetski |

### Series de televisión
| Año  | Serie                   | Personaje           | Notas     |
| ---- | ----------------------- | ------------------- | --------- |
| 1985 | Bataliony prósyat ognyá | Col. Vasili Guliáev | miniserie |

### Director y escritor
| Año  | Serie          | Notas               |
| ---- | -------------- | ------------------- |
| 1981 | Stary novy god | director            |
| 1966 | Stróitsya most | director y escritor |

## Premios y nominaciones
| Año  | Categoría | Premio                                 | Nominación | Resultado |
| ---- | --------- | -------------------------------------- | ---------- | --------- |
| 1976 | -         | Artista del pueblo de la URSS          | -          | Ganó      |
| 1969 | -         | Artista del pueblo de la RSFS de Rusia | -          | Ganó      |